# Fèlix Amat de Palou i Pont
Fèlix Amat de Palou i Pont (Sabadell, 10 d'agost de 1750 - Barcelona, 11 de novembre de 1824) fou un escriptor, filòsof, lexicògraf i teòleg jansenista català de la Il·lustració. Durant la Guerra del Francès fou partidari de Josep I Bonaparte. Era germà de Jaume Amat de Palou i Pont i oncle de Fèlix Torres i Amat de Palou.

## Biografia
Fill dels nobles empobrits Joan Amat i Salvany i Teresa Pont i Augirot, als set anys va viatjar a Sallent a estudiar gramàtica llatina i retòrica, i als onze al Seminari de Barcelona, on fou deixeble dels bisbes Ascensi Sales i Josep Climent. A partir de 1763, al Seminari, va estudiar filosofia, eloqüència i llengües antigues i modernes, així com matemàtiques, matèria que l'apassionava. Fou ordenat sacerdot el 17 de desembre de 1774 pel bisbe Josep Climent, i posteriorment es va doctorar en Teologia a Gandia. Va ensenyar aquesta matèria al seminari de Barcelona escrivint un curs de filosofia escolàstica i unes noves Constituciones, les quals seguien les directrius castellanitzadores de Carles III. L'11 de setembre de 1771 obté el benefici de Santa Maria del Mar, a Barcelona. Fou el primer bibliotecari de la nova Biblioteca Pública Episcopal de Barcelona, nomenat el 25 de juny del 1775, en temps del bisbe Climent, del qual va ser col·laborador. Ocupà el càrrec de bibliotecari fins al 1785. Durant la seva etapa al Seminari Conciliar de Barcelona, un altre bisbe, en aquest cas Gavino de Valladares, li encarregà la redacció de les Constituciones del Seminario Episcopal de Barcelona (1784). El 24 de juliol de 1782 fou elegit com a membre de la Reial Acadèmia de Bones Lletres.
Més endavant fou canonge magistral de Tarragona per oposició el 1785, esdevenint un col·laborador de l'arquebisbe Francesc Armanyà i Font. Allí va tenir un rol important en la creació de la seu local de la Sociedad Económica de Amigos del País, redactant-ne els estatus i fent de secretari, i per la qual va fer alguns estudis econòmics. En morir el bisbe Climent, qui havia estat el seu protector, va pronunciar el seu sermó panegíric. En 1790 va traduir amb ajuda del seu germà Antoni un extracte de les Reflexiones sobre la revolución francesa d'Edmund Burke. Membre de l'Acadèmia de Bones Lletres de Barcelona. Treballà en la confecció d'un diccionari català-castellà-llatí, però en cedí el material a Joaquim Esteve, Josep Bellvitges i Antoni Jutglar, els quals van publicar-ne un entre 1803-1905. També va escriure una extensa Historia eclesiástica.
Durant la Guerra Gran contra França Amat era membre de la junta de sometents de Tarragona com a vocal, i també membre de la Junta General que es reunia a Barcelona, la qual li va encomanar que preparés una insurrecció de miquelets.
Uns anys després, fou preconitzat com arquebisbe in partibus infidelium de Palmira pel Papa Pius VII el 26 de setembre de 1803, i posteriorment fou consagrat a Madrid, a la Real Colegiata de San Isidro el 6 de novembre de 1803. També fou nomenat abat de San Ildefonso de la Granja. El 1806 fou nomenat confessor particular per Carles IV, així com conseller del cardenal Lluís Maria de Borbó.
Com a il·lustrat que era, amb l'arribada de la Guerra del Francès Fèlix Amat es va decantar pel bàndol francès. Fou nomenat bisbe d'Osma el 1810, encara que no va arribar a ocupar mai la seu. Per haver col·laborat amb Josep Bonaparte fou obligat a marxar de Madrid el 1814, retirant-se altre cop a Catalunya: Va anar a viure a Sallent, Santpedor, i va acabar a Barcelona on va morir al Palau Mornau, la mansió famíliar.
En aquesta etapa va escriure les seves obres principals i va mostrar el seu vessant jansenista, més propi del segle xviii europeu que del XIX, del qual en prenia sobretot el regalisme i l'episcopalisme. Alguns dels seus textos foren rebutjats i prohibits per l'Església. De fet es va guanyar l'enemistat dels ultramuntans amb les seves Seis cartas a Irénico (Barcelona, 1817), publicades sota l'àlies de Macario Padua Melato, així com amb les Observaciones pacíficas sobre la potestad eclesiástica (Barcelona, 1819-1822, tres volums). Aquesta última obra va ser inclosa a l'Índex romà el 1825. Entre els seus principals enemics hi havia els apologetes Jaume Cabot i Jaume Balmes, i entre els seus defensors el seu nebot Fèlix Torres i Amat de Palou. També va influir Bonaventura Carles Aribau. Fou l'últim exponent del jansenisme i la il·lustració espanyola del segle anterior. Durant el Trienni Liberal (1820-1823) va advocar per l'absolutisme de dret diví més intransigent.

## Obres
- Angelicae Theologiae Theoremata, Barcelona, 1770.
- El Doctor de la Verdad, Barcelona, 1780
- Oración Fúnebre por el obispo Climent, Barcelona, 1781.
- Sermones, Barcelona, 1783.
- Constituciones del Seminario episcopal de Barcelona, Barcelona, 1784.
- Inventario de los libros, papeles y demas efectos pertenecientes a la Biblioteca Pública Espiscopal de esta ciudad, Barcelona, 1785
- Tratado de la Iglsia de Jesucristo, Madrid y Barcelona, 1793-1805.
- Seis cartas a Irénico (Barcelona, 1817),
- Resumen o índice sumario del Tratado de la iglesia de Jesucristo, o Historia Eclesiástica, Madrid, 1807.
- Adiciones o correcciones a la Historia Eclesiástica, Madrid, 1808.
- Deberes del cristiano en tiempo de revolución hacia la potestad pública, Madrid, 1813.
- Observaciones pacíficas sobre la potestad eclesiástica, Barcelona, 1819-1822, tres vols.
- Ecclesiae Jesuchristi sumarium historicum, Barcelona, 1830.
- Meditaciones, Madrid, 1832.